# Ла Сал
 Тази статия е за американското градче.  За селото в Северна Италия вижте Ла Сал (Италия).  
Ла Сал (на английски: La Salle) е град в окръг Уелд, щата Колорадо, САЩ. Ла Сал е с население от 1849 жители (2000) и обща площ от 1,8 km². Намира се на 1426 m надморска височина. ЗИП кодът му е 80645, а телефонният му код е 970.